# Hełmofon czołgowy HC-98

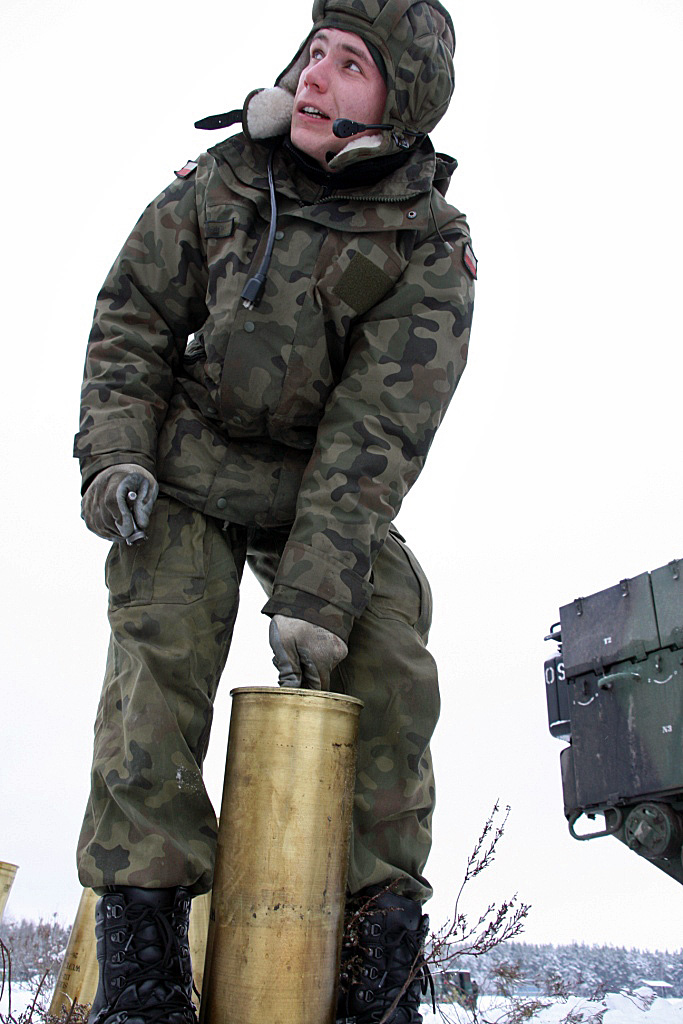
Polski artylerzysta w hełmofonie HC-98

Hełmofon czołgowy HC-98 – hełmofon przeznaczony do używania w pojazdach gąsienicowych oraz KTO. Aktualnie na wyposażeniu Wojska Polskiego (używane m.in. w pojazdach ZWD-1).
Hełmofon współpracuje ze wszystkimi stosowanymi systemami łączności wewnętrznej - tradycyjnymi, SOTAS lub FONET. HC-98 zbudowany jest z czapy hełmofonu, ochronników słuchu z tłumikami hałasu, słuchawek i przetworników głosu w postaci laryngofonów lub mikrofonu różnicowego. Hełmofon wykonywany jest z tkaniny w kamuflażu „Pantera”, w kolorze czarnym lub „Sahara”.
Hełmofon został opracowany tak aby skutecznie chronić głowę przed urazami mechanicznymi oraz tłumić hałasy występujące wewnątrz pancernych pojazdów bojowych. Hełmofon HC-98 umożliwia założenie gogli noktowizyjnych np.: PNL-2A lub PNL-2AD.
Do hełmofonu przewidziano możliwość zamocowania czerepu kevlarowego dodatkowo chroniącego głowę użytkownika przed pociskami, odłamkami i uderzeniami. Przykładem takiego czerepu jest HCB-99.
Istnieją dwie wersje hełmofonu: letnia (HCL-98) lub zimowa (HCZ-98). Czołowym producentem hełmofonów czołgowych HC-98 jest firma Interprotel sp. z o.o. z siedzibą w Radomiu.

## Dane techniczne
- Rezystancja słuchawek W66s połączonych szeregowo: 500 Ω
- Impedancja laryngofonów: ŁEM-3 połączonych szeregowo: 120 Ω
- Impedancja mikrofonu: 180 Ω
- Zrozumiałość wyrazowa: >90%
- Masa hełmofonu: letni 900 g, zimowy 1000 g.